# Leonardo the Musical: A Portrait of Love

Leonardo the Musical: A Portrait of Love est une comédie musicale de 1993 basée sur un texte de Greg Moeller et Russell Dunlop et une musique de Tommy Moeller. Cette production montée grâce au soutien financier de Nauru dans le Pacifique a été l'un des échecs les plus retentissants du théâtre  londonien.

## Intrigue
L'intrigue principale de cette comédie qui relate de manière très romancée la réalisation de La Joconde par Léonard de Vinci s'articule autour du travail chargé de peindre une jeune femme nommée Lisa qui est fiancée à l'aristocrate Francesco Del Giocondo. L'artiste et son modèle ont une aventure ensemble et Lisa tombe enceinte. Elle revient ensuite auprès son fiancé, prétendant que l'enfant est sien, afin d'éviter un scandale public et le déshonneur. Elle finit cependant par demander pardon à un Léonard de Vinci auréolé de son succès. Ce dernier est accidentellement tué par son mari lorsque, aveuglé par sa vindicte, il s'en prend à eux. Un intrigue secondaire évoque aussi l'homosexualité supposée de l'artiste, mettant en scène ses relations d'amitié proche avec son jeune assistant, un peintre nommé Melzi.

## Financement
Leonardo the Musical est une création de Duke Minks, un conseiller en affaires la République de Nauru et ancien road manager du groupe de pop des années  1960, Unit 4 + 2. Après avoir montré quelques maquettes de son spectacle aux membres du gouvernement nauruan, il gagne leur soutien enthousiaste et, ils acceptent de financer son projet à hauteur de 4 millions de dollars australiens, une somme tirée des dividendes de la production du phosphate, dont l'île tire à cette époque d'immenses profits. Il s'agit dans l'esprit des dirigeants nauruans non seulement de faire connaitre aux yeux du grand public leur petit pays méconnu mais aussi d'effectuer un investissement lucratif puisqu'ils pensent que le spectacle va faire un triomphe.

## Réception
La réalisation connait de nombreux problèmes pour ce qui concerne les costumes et, plus grave, au niveau de scénario. La première a lieu au Strand Theatre le 3 juin 1993. Pour l'occasion, 40 Nauruans dont le président Bernard Dowiyogo et les membres du gouvernement ont fait le voyage à bord d'un avion de ligne spécialement affrété par la compagnie nationale Air Nauru. La presse est aussi venue nombreuse, curieuse d'assister à ce spectacle financé par une petite île méconnue. Lorsque le rideau tombe, presque quatre heures après le début du spectacle, la majeure partie de l'audience a déjà déserté le théâtre. Leonardo the Musical est mal accueilli par les critiques et boudé par le public, le 10 juillet, cinq mois plus tard, il est déprogrammé.

## Réactions à Nauru
Le financement de la comédie est l'occasion pour les Nauruans de dénoncer l'incurie de leurs gouvernants. À la fin du mois de mai 1993, alors que les dignitaires du gouvernements sont en partance pour Londres, un groupe d'une cinquantaine de femmes nauruanes bloque le tarmac de l'aéroport international de Nauru. Elles brandissent des pancartes où est inscrit « Where are our millions? In Duke Minks' pocket » (« où sont nos millions ? Dans les poches de Duke Minks ») et « Politicians are getting richer and fatter. The people getting poorer, our children skinnier » (« Les politiciens sont plus riches et plus gros. Le peuple est plus pauvre, nos enfants plus maigres »). Pour la première fois, alors que les ressources en phosphate s'amenuisent dangereusement, la population laisse publiquement éclater sa colère. Les quelques policiers chargés de ramener le calme et dont beaucoup ont des liens familiaux avec les manifestantes se mettent à pleurer avec elles, les suppliant de se retirer. Finalement, après trois heures de blocage, le président décide de descendre de l'avion et de s'expliquer. Le départ pour l'Europe est retardé de plusieurs jours.